# Tour Europlaza
A Tour Europlaza felhőkarcoló a párizsi La Défense negyedben, Courbevoieban.
1972-ben épült és 1999-ben teljesen felújították, és 135 méter magas 31 emeleten.
A torony ma (2019) a francia Cegereal ingatlanvállalat tulajdonát képezi, amelynek a tulajdonában lévő 5 épület közül a legfontosabb.
2018 végén a torony becsült értéke 381 millió euró volt.